# ازدواج همجنس در آگوئاسکالینتس
ازدواج همجنس در ایالت آگوئاسکالینتس مکزیک قانونی است. در تاریخ ۲ آوریل ۲۰۱۹، دیوان عالی دادگستری ملت مواد قانون مدنی این ایالت را که ازدواج همجنس‌ها را ممنوع کرده بود، لغو کرد، و حکم داد که جلوگیری از ازدواج زوج‌های همجنس، ناقض مواد ۱ و ۴ قانون اساسی مکزیک است. این حکم با انتشار در روزنامه رسمی فدراسیون در ۱۶ اوت ۲۰۱۹ به اجرا درآمد.

## آمار ازدواج
جدول زیر تعداد ازدواج‌های همجنس را که در سال ۲۰۱۹ درآگوئاسکالینتس انجام شده‌است را نشان می‌دهد. این آمار توسط مؤسسه ملی آمار و جغرافیا گزارش شده‌است.
| سال  | همجنس | همجنس | همجنس | جنس مخالف | جمع   | درصد ازدواج همجنس |
| سال  | زن    | مرد   | جمع   | جنس مخالف | جمع   | درصد ازدواج همجنس |
| ---- | ----- | ----- | ----- | --------- | ----- | ----------------- |
| ۲۰۱۹ | ۴۴    | ۲۹    | ۷۳    | ۶٬۸۵۲     | ۶٬۹۲۵ | ۱٫۰۵٪             |

## افکار عمومی
نظرسنجی سال ۲۰۱۷ که توسط دفتر ارتباطات راهبردی انجام شد نشان داد که ۵۰٪ از ساکنان آگوئاسکالینتس از ازدواج همجنس‌ها حمایت می‌کنند. ۴۵٪ مخالف بودند.
طبق نظرسنجی سال ۲۰۱۸ مؤسسه ملی آمار و جغرافیا، ۳۶٪ از مردم آگوئاسکالینتس با ازدواج همجنس‌ها مخالف بودند.